# Balduin I. Jeruzalemski
Balduin I., poznat i kao Balduin Bulonjski (?, oko 1060. - Ariš, Fatimidski Kalifat, 2. travnja 1118.), francuski plemić, sudionik Prvog križarskog rata, prvi grof Edese (1098.-1100.) i jeruzalemski kralj (1100.-1118.).

## Životopis
Sin je bulonjskog grofa Eustahija II. i lotarinške kneginje Ide te brat prvog vladara Jeruzalemskog Kraljevstva Godefroya de Bouillona. Godine 1098. osnovao je prvu križarsku državu Grofoviju Edesu sa sjedištem u gradu Edesi (danas Şanlıurfa u južnoj Turskoj).
Godine 1100. naslijedio je svog brata Godefroyja de Bouillona koji je nosio naslov Zaštitnika Svetog Groba, ali je Balduin ipak uzeo naslov jeruzalemskog kralja. Sljedeće godine osvojio je gradove Arsuf (Tel Arshaf, Izrael) i Cezareju (H̱orbat Qesari, Izrael), a do 1112. godine osvojio je sve prioblane gradove, uključujući Akru, Bejrut i Sidon, izuzev Aškelona i Tira, čime je proširio granice križarskog kraljevstva. Ujedno je potisnuo egipatske Fatimide do Crvenog mora i stabilizirao granice.
Godine 1113. prislio je suprugu Ardu, kćerku armenskog poglavara Torosa na povlačenje u samostan te se oženio s Adelaidom Saonskom. Balduin I. je 1115. godina dao izgraditi dvorac Krak de Montréal koji je imao zadaću štititi kraljevstvo s južne strane. Umro je 1118., a budući da nije ostavio potomstvo, naslijedio ga je rođak Balduin od Bourcqa, kojeg je 1100. godine imenovom novim grofom Edese.

## Vanjske poveznice
- Balduin I. Hrvatska enciklopedija
- Balduin I. Proleksis enciklopedija
- Balduin I., jeruzalemski kralj Britannica (engl.)